# كريستيان هيفرنان
كريستيان هيفرنان هو لاعب كرة قدم كندية كندي، ولد في 15 يونيو 1978 في لندن في كندا.